# Bersuit Vergarabat
Bersuit Vergarabat (читається як Берсві́т Вергараба́т) — аргентинський рок-гурт, який відзначається поєднанням аргентинського року з латиноамериканськими традиційними ритмами — кумбія, танго, чакарера, кандомбе — та текстами, наповненими критикою політичної системи та суспільних проблем.

## Історія
1988 року було сформовано гурт Henry y la Palangana з п'яти осіб: вокаліста Густаво Кордеро, гітариста Чарлі Бьянко, бас-гітариста Пепе Сеспедеса, клавішника Хуана Субіри й ударника Карлоса Мартіна. 1989 гурт було перейменовано на Bersuit Vergarabat.
На початку 1990-х до Bersuit Vergarabat приєдналися вокаліст Рубен Сабрінас, клавішник Рауль Пагано та гітарист Оскар Рігі. У цьому складі гурт записав свій перший альбом під назвою Y punto.
1992 Bersuit Vergarabat випустили другий альбом під назвою Asquerosa alegría. Після цього гурт покинули Рубен Сабрінас, Рауль Пагано та Чарлі Бьянко. Натомість до них приєднався Альберто Веренсуела.
1996 вийшов їх третій диск, спочатку охрещений «La historia de Don Leopardo y Vir Trompzio», а потім перейменований для простоти у Don Leopardo. Альбом не був комерційно успішним, навіть незважаючи на тур Аргентиною.
Альбомом, який приніс Bersuit Vergarabat визнання на національному та міжнародному рівні, був Libertinaje, випущений 1998 року та спродюсований відомим композитором Густаво Сантаолая. Цей диск став двічі платиновим в Аргентині. Тур на його підтримку пройшов складався з концертів у Чилі, Колумбії, Коста-Риці, Іспанії, США, Мексиці, Венесуелі, Уругваї, Болівії, Перу, Нікарагуа і Гватемалі. Наприкінці 1999 року гурт зібрав на концерті в Буенос-Айресі 50 000 глядачів.
Незабаром з'явилися два їх нових диски Hijos del Culo та De la cabeza con Bersuit Vergarabat, записаний на концерті на стадіоні Estadio Obras. Перший диск став платиновим, другий перевершив це досягнення у 5 разів. Подвійний CD La Argentinidad al Palo став вершиною їх кар'єри. За цей диск, гурт отримав премію Карлоса Гарделя 2005 року, сам диск був названий найкращим альбомом року і став платиновим.
Наступний альбом Testosterona також був добре сприйнятий публікою та критиками. За рівнем продажів в Аргентині він став двічі платиновим.
2007 вийшов останній альбом Bersuit Vergarabat під назвою ?, який незабаром став платиновим. 12 травня 2007 року на підтримку альбому відбувся концерт на стадіоні River Plate перед 66 000 глядачів.
У червні 2009 музиканти гурту вирішив припинити спільні виступи на три року через зайнятість у власних проектах. Густаво Кордера розпочав сольну кар'єру. Даніель Суарес, Пепе Сеспедес, Кондор Сбарбатті, Оскар Рігі та Мартін Сеспедес створили гурт DeBueyes. Хуан Субіра також розпочав сольну кар'єру і створює музику, яка поєднує елементи року та танго.
2011 року Bersuit Vergarabat поновили виступи, але вже без Густаво Кордери. Було проведено ряд концертів у Іспанії, Англії та Аргентині, де гурт виконував хіти минулих років.

## Дискографія
- 1992 — Y Punto
- 1993 — Asquerosa Alegría
- 1996 — Don Leopardo
- 1998 — Libertinaje
- 2000 — Hijos del Culo
- 2004 — La Argentinidad al Palo — Se Es, Lo Que Se Es (подвійний)
- 2005 — Testosterona
- 2006 — Bersuit
- 2007 — ?
- 2012 — La Revuelta
- 2004 — El baile interior
- 2016 — La nube rosa
- 2019 — De la cabeza 2
- 2024 — Cocoliche Life

## Нагороди та номінації
| Рік  | Нагороди                                  | Категорія                                                                                                | Результат |
| ---- | ----------------------------------------- | --- | --------- |
| 2002 | MTV Video Music Awards 1999               | MTV Latin America (північ)                                                                               | номінація |
| 2002 | MTV Video Music Awards Latinoamérica 2002 | Найкращий артист — південний схід                                                                        | номінація |
| 2003 | MTV Video Music Awards Latinoamérica 2003 | Найкращий артист Аргентини                                                                               | лауреат   |
| 2003 | Премія Гарделя 2003                       | Найкращий альбом (за de Rock De la cabeza)                                                               | номінація |
| 2004 | MTV Video Music Awards Latinoamérica 2004 | Найкращий рок-виконавець, найкращий артист Аргентини                                                     | номінація |
| 2005 | MTV Video Music Awards Latinoamérica 2005 | Найкращий артист південного сходу                                                                        | номінація |
| 2005 | Премія Гарделя 2005                       | Найкращий альбом рок-гурту, альбом року                                                                  | лауреат   |
| 2005 | Премія Гарделя 2005                       | Пісня року, досягнення року, найкращий DVD, найкращий відеокліп, найкращий дизайн обкладинки             | номінація |
| 2006 | MTV Latinoamérica 2006                    | Найкращий рок-виконавець                                                                                 | номінація |
| 2006 | Премія Гарделя 2006                       | Найкращий дизайн обкладинки, найкращий відеокліп, найкраще виконання, продюсування, пісня та альбом року | номінація |
| 2007 | MTV Latinoamérica 2007                    | Найкращий рок-виконавець                                                                                 | номінація |
| 2007 | Премія Гарделя 2007                       | Найкращий DVD                                                                                            | номінація |
| 2015 | Премія Гарделя 2015                       | Найкращий альбом рок-гурту                                                                               | лауреат   |

## Склад

### Нинішні учасники
- Хуан Карлос Субіра (ісп. Juan Carlos Subirá) — клавішні, акордеон, вокал
- Карлос Мартін (ісп. Carlos Martín) — ударні
- Пепе Сеспедес (ісп. Pepe Céspedes) — бас-гітара, вокал
- Даніель Суарес (ісп. Daniel Suárez) — вокал
- Альберто Веренсуела (ісп. Alberto Verenzuela) — гітара
- Кондор Сбарбатті (ісп. Germán «Cóndor» Sbarbatti) — вокал, чаранго
- Мануель Уріона (ісп. Manuel Uriona) — перкусія
- Нано Кампольєте (ісп. Nano Campoliete) — гітара, вокал
- Хуан Бруно (ісп. Juan Bruno) — гітара

### Колишні учасники
- Густаво Кордера (ісп. Gustavo Cordera) — вокал (1988—2009)
- Оскар Умберто Рігі (ісп. Oscar Humberto Righi) — гітара (1990—2016)
- Мігель Хара (ісп. Miguel Jara) — бас-гітара (1988—1989)
- Рубен Садрінас (ісп. Rubén Sadrinas) — вокал (1989—1996)
- Карлос Чарлі Б'янко (ісп. Carlos «Charly» Bianco) — гітара (1990—1994)
- Марсела Чедяк (ісп. Marcela Chediak) — перкусія (1990—1993)
- Рауль Пагано (ісп. Raúl Pagano) — клавішні (1990—1993)
- Лімон Гарсія (ісп. Limón García) — вокал (1996—1999)

## Цікаві факти
- Пісня «O vas a misa…» увійшла до саундтреку комп'ютерної гри FIFA 07.
- Пісня «Señor Cobranza» увійшла до списку 100 найкращих пісень іспаномовного року 1990-х, складеного каналом VH1, на 72 позиції.
- Пісня «Perro amor explota» використовувалася у рекламній кампанії фірми Adidas у Японії, а також увійшла до саундтреку фільму найкращий.
- На честь психіатричної лікарні Hospital Municipal José Tiburcio Borda музиканти на всіх концертах вдягають лікарняні піжами.
- Пісня Bersuit Vergarabat «Maradona» присвячено Дієго Марадоні.